# حياة براين
حياة براين (بالإنجليزية: Monty Python’s Life of Brian) هو فيلم كوميديا بريطاني صدر في عام 1979. الفيلم هو أحد أفلام مجموعة مونتي بايثون وهو من إخراج تيري جونز، أما السيناريو فكان من كتابة غراهام تشابمان، تيري غيليام، مايكل بالين، جون كليز، إيريك آيدل، وتيري جونز. يحكي الفيلم قصة الشاب براين كوهين (الذي يلعب غراهام شابمان دوره)، وهو شاب يهودي-روماني ولد في نفس اليوم الذي ولد فيه المسيح بل وفي الاصطبل المجاور له، لتتوالى الأحداث والمفارقات التي يعتقد فيها البعض أنه المسيح.
بعد انسحاب الشركة المنتجة للفيلم قبل أيام على بداية العمل على الفيلم، قرر مغني فرقة البيتلز جورج هاريسون أن يقوم بإنتاج الفيلم بنفسه وأسس شركة لهذا الغرض. تسبب الفيلم في إثارة الجدل وقت عرض الفيلم، ووجه البعض اتهامات للقائمين على الفيلم تتعلق بازدراء الأديان، كما نظمت وقفات احتجاجية على عرض الفيلم من قبل بعض المجموعات الدينية. وقامت 39 سلطة محلية في المملكة المتحدة إما بمنع عرض الفيلم أو فرضت عليه التصنيف الأكثر تشددًا وهو تصنيف X (فوق 18 سنة). في بعض البلدان، مثل أيرلندا والنرويج، مُنع عرض الفيلم، وفي بعض البلدان، مثل إيطاليا، استمر الحظر لعقود.
حقق الفيلم نجاحًا كبيرًا في شباك التذاكر، حيث كان الفيلم الرابع في الإيرادات في المملكة المتحدة لعام 1979، وكان أنجح الأفلام البريطانية في الولايات المتحدة لذلك العام. كما حصل على آراء إيجابية من النقاد بنسبة كبيرة، وتسبب في نقاشات واسعة على مر السنين. كما يعتبره البعض فيلم عبادة. تم تصنيف حياة براين كأفضل فيلم كوميدي في تاريخ السينما (أو من الأفضل) عبر العديد من المجلات والقنوات التلفزيونية؛ مثل تصويت القناة الرابعة البريطانية في 2006 لأفضل 50 فيلم كوميدي على الإطلاق، حيث حل الفيلم في المركز الأول.

## طاقم التمثيل
- غراهام تشابمان: براين كوهين (الناصريّ)، بيجوس ديكوس (صاحب اللثغة)، الرجل الحكيم الثاني
- جون كليز: ريج، الكاهن الأكبر، قائد المئة، ديرك القاتل، آرثر، الرجل الحكيم الأول
- تيري جيليام: شخص آخر في المقدمة (عند الجبل - "هل تسمع ذلك؟ "طوبى لليونانيين"!)، نبي الثورة، جيفري، أحد الجمهور، فرانك.....
- إريك إيدل: هاري المساوم، ستان/لوريتا، الجانية التي ألقت الحجر الأول، واريس، أوتو، الصفيق ممتلئ الخدين، الجانية التي ألقت الحجر الأول.....
- تيري جونز: ماندي كوهين (والدة بريان)، كولين، بوب هوسكينز، أحد المارة، مساعد صلب منزعج.....
- مايكل بالين: السيد ذو الأنف الكبيرة، فرانسيس، السيدة. أ، الجانية التي ألقت الحجر الثاني، الأبرص السابق، المذيع، بيلاطس البنطي، إيدي، الرجل الحكيم الثالث.....
- تيرينس بايلر: السيد جريجوري، قائد المئة الثاني، دينيس
- كارول كليفلاند: السيدة غريغوري، امرأة 1، إلزي
- تشارلز ماكيون: النبي الكاذب، الرجل الأعمى، حارس ضاحك، ستيج، رجل رقم 1
- كينيث كولي: يسوع
- نيل إينيس: السامري العشبي
- جون يونغ: ماتياس
- جوين تايلور: السيدة ذات الأنف الكبير، امرأة مع حمار مريض، امرأة مُشوِّشة في الخطب
- سو جونز ديفيز: جوديث الإسخريوطية
- كريس لانجهام: ألفونسو، حارس ضاحك
- أندرو ماكلاشلان: مساعد رسمي آخر للحجارة، حارس ضاحك
- برنارد ماكينا: بارفوس، مساعد الرجم الرسمي، حارس ضاحك، رقيب
- راندي فيلجود: رجل، امرأة
- جورج هاريسون: السيد بابادوبلس
- تشارلز كنود: مارّ

## القصة
يولد بطل الفيلم «براين كوهين» في نفس اليوم الذي ولد فيه المسيح وفي الاصطبل المجاور له. وعندما يأتي الرجال الحكماء الثلاثة، يخطأون ويدخلون الاصطبل الذي يولد فيه براين معتقدين أنه المسيح، لكن سرعان ما يكتشفون خطأهم تاركين براين. ومن هنا تبدأ المفارقات بين براين والمسيح. فبعدما كبر براين وأصبح شابًا، نمت لديه مشاعر كره تجاه الاحتلال الروماني لبلدته يهودا. وفي يوم من الأيام، وأثناء استماعه للمسيح وهو يلقي عظة الجبل، تلمح عيناه فتاة شابة اسمها «جوديث» ويشعر بالإعجاب تجاهها، وكانت جوديث عضوًا في «الجبهة الشعبية ليهودا»، وهي إحدى المجموعات الشعبية التي كانت مناهضة للرومان، ولكن نرى أن ما تفعله تلك المجموعات بالفعل هو الاقتتال فيما بين بعضها البعض أكثر من قتالهم الرومان.
ومع انجرافه وراء جوديث، يشارك براين للمرة الأولى في مخطط للجبهة الشعبية ليهودا وهو خطف زوجة الحاكم الروماني بيلاطس البنطي، لكن تفشل المحاولة ويتم أسر براين من قبل الرومان. يتمكن براين من الهروب خلال نوبة حادة من الضحك انتابت حراس الحاكم بسبب لثغته. بعد هروبه، يحاول براين التخفي بين بعض الأشخاص الذين يدّعون أنهم المسيح، لكن ينتهي الأمر بتصديق البعض له، ثم يلحقهم آخرون ويعتبرون أن براين هو المسيح، وفي محاولات مختلفة لبراين للخروج من الأزمة، يخبرهم بأنه ليس المسيح، لكنهم لا يصدقونه، حتى بعد الليلة الأولى التي قضاها مع جوديث في منزله، واكتشاف والدته الأمر وتوبيخها الشديد له، فتحت النوافذ لتجد جمعًا كبيرًا من تابعي براين الذين أتوا لمنزله للاستماع إليه، لكن والدته تخبرهم أكثر من مرة وبكل الطرق أنه ليس المسيح، لكن ظلوا متشبثين برأيهم. وبعد تلك الشهرة التي حصل عليها براين، وبعد أن أصبح في علاقة مع جوديث، تجعله الجبهة الشعبية مضطرًا إلى معالجة المرضى عبر مباركته، وعندما يحاول التملص من زحام المرضى، يجد نفسه أمام الحراس الرومانيين الذين يعتقلونه ومن ثم يتم الحكم عليه بالصلب.
ولكن، بينما كان براين ينتظر موعد إعدامه كان الحاكم الروماني يجري احتفالاً، وقال للجمهور خلال الاحتفال أنه سيطلق سراح شخص واحد يخبرونه به، فبدأ الجمهور باختيار أسماء تحوي حرف الراء للتهكم على لثغة لسان الحاكم، إلى أن ظهرت جوديث بين الجمهور وقالت «براين»، وهو الاسم الذي وجده الجمهور ممتازًا فكرره إلى أن أمر الحاكم الروماني بإطلاق سراح «براين». لكن، وبشكل مباغت، يبدأ أكثر من شخص ينتظر الصلب بالادعاء أن اسمهم براين لينجو من الصلب، مما جعل الحراس غير قادرين على تحديد براين الحقيقي. وبينما هو معلق على الصليب، تأتي محاولات بائسة لإنقاذه، حيث يظهر أولاً أعضاء الجبهة الشعبية ليمدحوا بطولية براين ويخبروه بأنهم يعتبروه من الشهداء ثم يتركوه، وتقوم جوديث بنفس الأمر. ثم تأتي والدته لتندب حظها على ابنها سيء التصرفات. وأخيرًا تأتي مجموعة انتحارية من إحدى الحركات الشعبية المناهضة للرومان والتي كانت تبدو أنها قادمة لتحرير براين، لكن ما تقوم به بالفعل هو قتل أنفسهم بالسيوف. وبعد تبخّر كل الآمال، يجد براين نفسه أمام الموت، ولكن، شخص مصلوب آخر بجواره يبدأ في تغيير الأجواء وغناء أغنية «انظر دومًا إلى الجانب المشرق للحياة» ومن ثم يشاركه آخرون في غناء الأغنية بطريقة مبهجة بينما هم على الصليب.

## الإنتاج

### مرحلة ما قبل الإنتاج
قبل بضعة أيام فقط من الموعد المقرر لبدء إنتاج الفيلم، تراجعت شركة الإنتاج EMI Films عن تمويل الفيلم. وقد تراجعت الشركة (الممثّلة تحديدًا في شخص برنارد ديلفونت) عن الإنتاج بسبب المواضيع الحساسة التي يعالجها الفيلم. وفي خطوة مفاجئة، عرض جورج هاريسون مغني فرقة الروك البيتلز أن يموّل الفيلم بنفسه، حيث كان من محبي مجموعة مونتي بايثون ومن المتحمسين لها، وأراد ألا يتعطل إنتاج الفيلم بسبب تراجع شركة الإنتاج. وبالفعل تم الاتفاق على أن ينتج هاريسون الفيلم عبر تمويل بقيمة 3 مليون جنيه إسترليني عبر شركته هاندميد فيلمز (HandMade Films) التي أنشأت وقتذاك خصيصًا لهذا الغرض (لكنها أنتجت أفلام عديدة لاحقًا). وفي إحدى اللقاءات لاحقًا قال تيري جونز أن هاريسون قد دفع المبلغ فقط «كي يشاهد الفيلم».

### الكتابة
كانت المسودة الأولى للفيلم بعنوان الإنجيل وفقًَا للقديس براين (The Gospel According to St. Brain)، وكانت المسودة جاهزة في آخر عام 1976. أما المسودة النهائية التي قُدمت لمرحلة ما قبل الإنتاج فقد كانت جاهزة في يناير 1978، وذلك بعد عمل مكثف عليها خلال أسبوعين في فترة أجازة قضاها الكتاب في جزيرة باربادوس.

### التصوير
تم تصوير الفيلم في الموقع في مدينة المنستير في تونس، مما سمح للإنتاج بإعادة استخدام تصاميم وأماكن كانت معدة سابقًا للتصوير من قبل المخرج فرانكو زفيريللي أثناء عمله على فيلم يسوع الناصري قبل عام واحد في نفس المدينة. تم توثيق تصوير الفيلم من قبل إيان جونستون في فيلمه على البي بي سي مجموعة البايثون (The Pythons). تم توظيف العديد من السكان المحليين كطاقم عمل إضافي. قال المخرج تيري جونز «لقد كانوا جميعًا يعرفون جيدًا لأن جميعهم عملوا مع فرانكو زفيريللي في يسوع الناصري، لذلك كان لدي هؤلاء التونسيون المسنون الذين قولون لي، 'حسنًا، لم يكن السيد زفيريللي ليفعل الأمر على هذا النحو'» كما تم التصوير في مواقع أخرى في تونس، في سوسة (سور وبوابة القدس الخارجية)، قرطاج (المسرح الروماني) ومطماطة (عظة الجبل والصلب).

### المونتاج والمشاهد المحذوفة

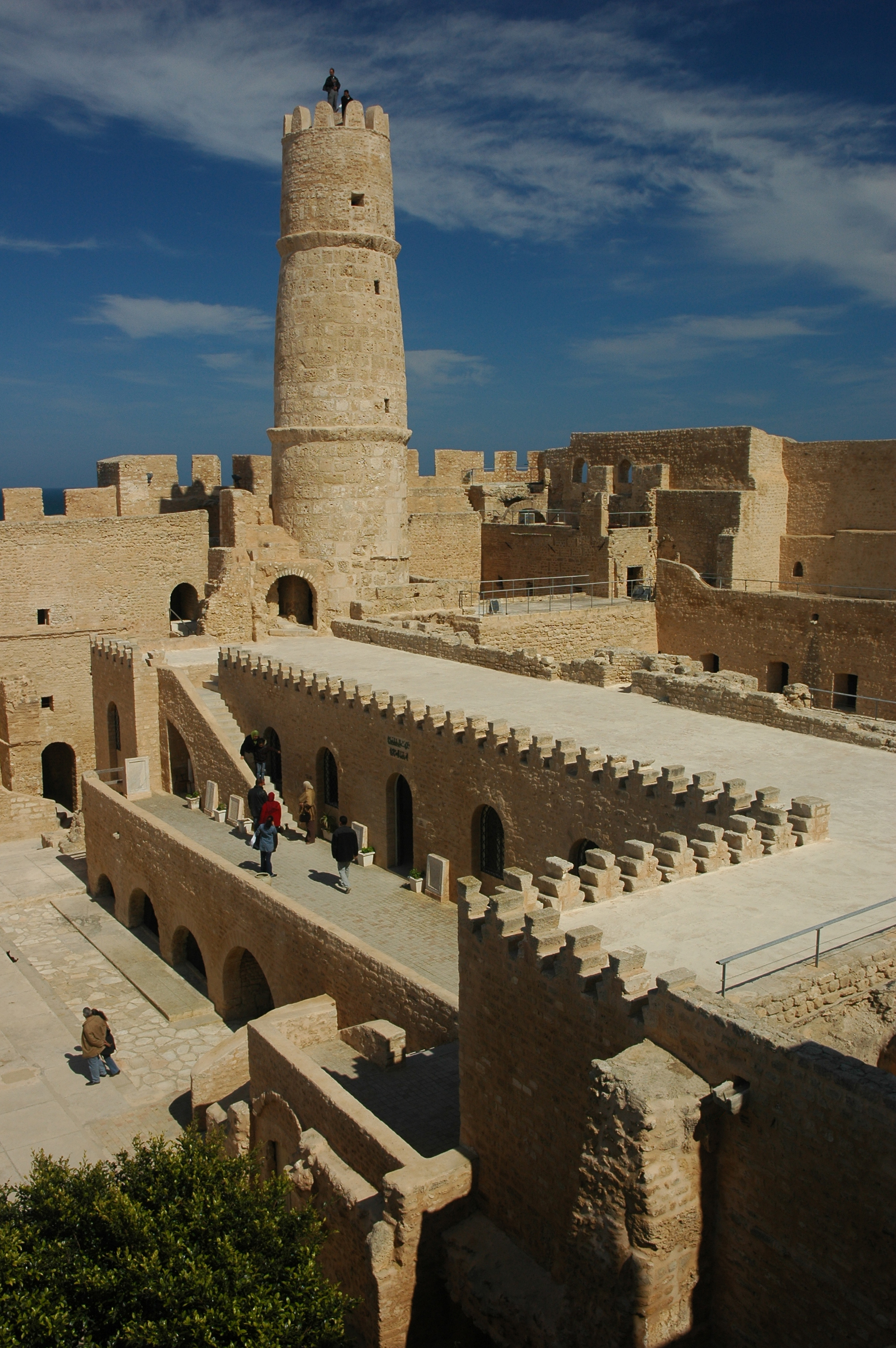
تم تصوير المشهد الأول من حياة براين في حصن رباط المنستير في المغرب

حذفت بعض المشاهد خلال عملية المونتاج والتعديل. وهناك خمس مشاهد محذوفة تصل مدتها إلى 13 دقيقة، وقد عرضت للمرة الأولى في سنة 1997 عبر إصدار مجموعة كريتريون بصيغة ليزرديسك. وتعرضت مواد مصوّرة (غير معروفة مدتها) للإتلاف في عام 1998 بواسطة الشركة التي اشترت شركة الإنتاج هاند مايد فيلمز. تضمنت المشاهد المعروضة ثلاثة رعاة يتحدثون عن الأغنام ويفوتهم وصول الملاك الذي يبشر بميلاد يسوع، والذي كان من المفترض أن يكون في بداية الفيلم؛ مقطع يظهر محاولة اختطاف زوجة بيلاطس (امرأة كبيرة يلعب دورها جون كليز) والتي أدى هروبها إلى معركة بالأيدي؛ مشهد يقدم أوتو الصهيوني المتشدد، زعيم جبهة يهودا الشعبية (يؤدي الدور إريك آيدل) ورجاله الذين يمارسون عملية انتحارية في الفناء؛ ومشهد قصير أطلقت فيه جوديث بعض الطيور في الهواء في محاولة لاستدعاء المساعدة. صوت مشهد الرعاة مشوه بشكل سيئ، ومشهد الاختطاف ذو جودة ألوان رديئة.
كانت أكثر المشاهد المحذوفة إثارة للجدل هي المشاهد التي تضم شخصية أوتو، الذي كان من المفترض في السيناريو الأصلي أن يكون شخصية ذات ظهور متكرر. كانت الشخصية تجمع في صفاتها إشارات للنازية والصهيونية، فقد كان لأوتو شارب رفيع مشابه لشارب أدولف هتلر وتحدث بلكنة ألمانية، مرددًا اتهامات بـ «الشوائب العرقية» في يهودا ممن ولدوا عندما اغتصب القادة الرومان أمهاتهم (مثل براين)، وكذلك عبارات نازية أخرى. كان شعار جبهة يهودا الشعبية، الذي صممه تيري غيليام، نجمة داود مع خط صغير يضاف إلى كل نقطة ويشبه الصليب المعقوف. كان لبقية جماعة أوتو أيضًا نفس الشوارب، وارتدوا خوذات على غرار التي كانت يرتديها جيش الإمبراطورية الألمانية. كان السبب الرسمي للحذف هو أن حوار أوتو أبطأ السرد. ومع ذلك، كتب غيليام في كتابه سيرة مجموعة البايثون بواسطة مجموعة البايثون (The Pythons Autobiography by The Pythons)، أنه كان يعتقد أنه بأن الشخصية يجب أن تبقى، قائلاً «اسمعوا، لقد قمنا بتحييد المسيحيين، دعونا الآن نحيّد اليهود». قيل إن آيدل نفسه كان غير مرتاح مع الشخصية واعتبرها تمثيلاً غير ضروري. تشير مسودات المذكرات الشخصية لمايكل بالين من الفترة التي تم فيها اختبار التعديلات المختلفة للفيلم إلى مخاوف صناع العمل من أن مشاهد أوتو كانت تبطئ القصة، وبالتالي كانت على رأس القائمة التي يجب اقتطاعها في التعديل النهائي للفيلم. ومع ذلك، يقول ديفيد ناش، مؤرخ جامعة أكسفورد بروكس، إن إزالة المشهد يمثل «شكلاً من أشكال الرقابة الذاتية» وأن مشاهد الشخصية تم قطعها «من أجل تمهيد طريق توزيع الفيلم في أمريكا». المشهد الوحيد الذي ظهر أوتو فيه هو مشهد الصلب. يصل أوتو برفقة «فرقته الانتحارية»، مما أدى إلى فرار الجنود الرومان في حالة من الرعب. بدلاً من فعل أي شيء مفيد ، «يهاجمون» بالانتحار الجماعي أمام الصليب (يقول أوتو المحتضر «لقد أراهم هذا، أليس كذلك؟» ليرد براين بيأس «أيها الحمقى السخفاء!»)، منهيًا أمل براين من الإنقاذ (لكنهم يظهرون بالفعل بعض علامات الحياة أثناء غناء الجميع لأغنية «انظر دائمًا إلى الجانب المشرق من الحياة» حيث شوهدوا وهم يلوحون بأصابعهم بانسجام في الوقت المناسب مع الموسيقى). ذكر تيري جونز ذات مرة أن السبب الوحيد لعدم قطع هذا المشهد هو أيضًا لأسباب تتعلق بالاستمرارية، حيث تم وضع جثثهم في مكان بارز في بقية المشهد. أقرّ بأن بعض روح الدعابة لهذا الظهور الوحيد لأوتو قد ضاعت بسبب حذف المشاهد السابقة، لكنه شعر أن الحذف كان ضروريًا للسير العام.
حُذفت مشاهد أوتو، ومشاهد زوجة بيلاطس، من الفيلم بعد أن ذهب النص إلى الناشرين، وبالتالي يمكن العثور عليها في النسخة المنشورة من السيناريو. يوجد أيضًا مشهد بعد أن قاد بريان الفيلق الخامس إلى مقر الجبهة الشعبية في يهودا، يقول ريج (جون كليز) «أنت سخيف! أنت غبي، عقول طير، مسطح الرأس..» تم استبدال (دبلجة) الألفاظ النابية إلى لفظ أخفّ "you klutz" قبل عرض الفيلم. وافق كليز على هذا التعديل لأنه شعر أن رد الفعل على الألفاظ النابية «سيعيق طريق الكوميديا».

## الموسيقى التصويرية
تم إصدار ألبوم موسيقى تصويرية بالتزامن مع إصدار الفيلم. بالإضافة إلى أغنيتي «أغنية براين» و«انظر دومًا إلى الجانب المشرق للحياة» والتي ضمت مشاهد من الفيلم مع ربط بعض المقاطع بواسطة إريك آيدل وغراهام تشابمان. يبدأ الألبوم بتوزيع مختلف بعض الشيء لأغنية هافا ناجيلا على القربة الاسكتلندية. تم إصدار اسطوانة للألبوم في عام 1997.

## الاستقبال
حقق العرض الافتتاحي لحياة براين في 17 أغسطس 1979 في أمريكا الشمالية إيرادات بلغت 140,034 دولار، ووصل مجموع الإيرادات إلى 19,398,164، مما جعله أعلى فيلم بريطاني يحقق إيرادات في أمريكا الشمالية لذلك العام. وبعد العرض في المملكة المتحدة في 8 نوفمبر 1979، كان رابع الأفلام تحقيقًا للإيرادات لذاك العام.

## الاتهامات بازدراء الأديان

تيري جونز، 2007

### مسألة الصلب
يظل مشهد الصلب في نهاية الفيلم هو أكثر المشاهد المثيرة للجدل في الفيلم. حيث اعتبر الكثير من المسيحيين ممن اعترضوا على الفيلم واعتبروه تجديفًا وازدراء للدين أن تحويل معاناة وآلام الصلب التي تعتبر ركيزة في الإيمان المسيحي إلى هزل هو أمر غير مقبول. وهذا يشمل التهوين من عملية الصلب الذي تم إظهاره في مناسبات عديدة، مثل عندما جادل أحد أعضاء الجبهة الشعبية ليهودا بأن الصلب هو أمر بسيط وأن الطعن أسوأ بكثير، وفي مشهد تعليق براين على الصليب يلتفت السيد «تشيكي» لبراين ليخبره: «أريت؟ الأمر ليس سيئًا عندما تقف!». ومن ثمّ يأتي مشهد النهاية الذي يظهر الفكرة بشكل أكبر عندما يبدأ كل المصلوبين بغناء أغنية مبهجة.

### الرد من طاقم عمل الفيلم
بعد فترة قصيرة من صدور الفيلم، شارك جون كليز ومايكل بالين في مناظرة في برنامج ليلة الجمعة، صباح السبت على قناة بي بي سي تو أمام مالكولم موغريدج وأسقف ساوثوارك ميرفين ستوكوود. وقد امتازت المناظرة بتباين طرق السرد لكلا الطرفين، حيث كانت ردود كليز وبالين الشابان الساخران مباشرة وتناقش النقاط الرئيسية المثيرة للجدل، في حين كانت ردود الطرف الآخر في نقاط محددة ومعروضة بطريقة بحثية وموجهة. وقد كان موغريدج فنانًا ساخرًا نفسه وكان بليز وبالين من معجبيه، لكنه اعتنق المسيحية بعد لقاء الأم تريزا وتصريحه بأنه رأى معجزة بعينيه. وقد ظهر طاقم عمل الفيلم في مناسبات أخرى لاحقًا لتوضيح آرائهم حول الفيلم، مثل التعليق الصوتي لنسخة الدي في دي التي يقولون فيها بأن الفيلم يعتبر هرطقة لأنه يسخر من الدين النظامي الحديث لكنه لا يزدري مفهوم الإله الذي يؤمن به المسيحيون واليهود. وعندما يظهر يسوع في الفيلم وهو يلقي التطويبات التسع، تم تصويره وتمثيله بشكل لائق بواسطة الممثل كينيث كولي، كما أن الموسيقى والإضاءة المستخدمة تظهر أن هناك هالة حوله. ولا يبدأ الهزل إلا عندما يخطأ الجمهور سماع كلماته عن السلام والحب والتسامح. أيضًا فإن شخصية يسوع هي مختلفة عن شخصية براين.
قال الكاتب جيمس كروسلي أن الفيلم يفرّق بين شخصية يسوع وشخصية براين ليبرز تباينًا بين صورة المسيح التقليدية والحاضرة في السينما وبين صورته في الدراسات النقدية التي ركزت على كيفية تبني الكثيرين لأفكار وآراء تابعي المسيح وليس المسيح نفسه. وفي جداله في هذه النقطة، يقول كروسلي أن الفيلم يخاطب العديد من الدراسات النقدية المثيرة للجدل حول المسيح مثل السر المسيحاني ويهودية المسيح وصفات المسيح وبتولية مريم العذراء.
ولم يتفق كل طاقم عمل الفيلم على تعريف سردية الفيلم. ففي ندوة أقيمت في أسبن في ولاية كولورادو بالولايات المتحدة في عام 1998، قال تيري جونز «أعتقد أن الفيلم هرطقة، لكنه لا يزدري الأديان». فوافقه إريك آيدل مكررًا «إنه هرطقة»، لكن جون كليز اختلف معهما قائلاً «لا أعتقد أن الفيلم هرطقة. فهو يسخر من فهم الناس الخاطئ للتعاليم»، لكن جونز يرد «قطعًا إنه هرطقة يا جون! فهو يهاجم الكنيسة! يجب أن يكون هرطقة»، ليرد كليز «لا، إنه لا يهاجم الكنيسة بالضرورة. فهو يدور حول الناس الذين لا يستطيعون الاتفاق مع بعضهم البعض».
في لقاء آخر، قال جونز «الفيلم لا يزدري الدين لأنه لا يمس المعتقد مطلقًا. فهو هرطقة، لأنه يمس الدوغما وتفسير المعتقد أكثر من المعتقد نفسه».

### القرن الحادي والعشرين
في فبراير 2007، عرضت كنيسة القديس توماس الشهيد في مدينة نيوكاسل أبون تاين فيلم حياة براين داخل الكنيسة مع فرقة لعزف الأورغان وأشخاص بزي موحد مع لحى مزيفة (في إشارة إلى المشهد الذي تتخفى فيه النساء لحضور الرجم). وبالرغم من أن تذاكر العرض بيعت كاملة، فقد اعترضت بعض المجموعات المسيحية على الفيلم وبشكل خاص مجموعة الصوت المسيحي التي رأت في العرض إهانة للدين المسيحي. وعلى الجانب الآخر، قال جوناثان آدامز، أحد قساوسة الكنيسة، أن الفيلم لا يسخر من المسيح، وأنه خاطب قضايا هامة مثل كيف يمكن أن يؤثر النفاق والغباء على الدين. في 2008، وافق حي تورباي بمدينة ديفون للمرة الأولى على عرض الفيلم وذلك بعد فوزه في تصويت إلكتروني في مهرجان للسينما الكوميدية. في 2009، أُعلن أن قرية آبريستويث في ويلز رفعت حظرًا على الفيلم دام 39 عامًا وقررت عرضه، وعمدة القرية نفسها هي سو جونز-ديفيز التي أدت دور جوديث الإسخريوطية في الفيلم، وقد تم العرض بحضورها وحضور تيري جونز ومايكل بالين. وقبل عرض الفيلم، اكتشف البعض أن الفيلم لم يحظر من الأساس عند صدوره وأن هناك وثائق تثبت أنه عُرض في القرية أو تم وضعه في جدول العرض على الأقل. في 2013، اعتبر مسؤول ألماني محلي في ولاية شمال الراين وستفاليا الفيلم مهينًا للمسيحيين ويتوجب منع عرضه أمام الجمهور العام في يوم الجمعة العظيمة، وذلك بالرغم من احتجاجات اللادينيين.

## الإرث

### الكتب
أصدر طاقم عمل الفيلم كتابًا بعنوان حياة براين الناصريّ (The Life of Brian of Nazareth) والذي طبع في نفس الكتاب مع كتاب آخر يسرد الفيلم بعنوان MONTYPYTHONSCRAPBOOK. وقد تسبب طباعة الكتاب في مشاكل بسبب قوانين ضد ازدراء الأديان في الكتب والتي لم تكن تستعمل إلا نادرًا، وقد وحددت تلك القوانين ما يمكن كتابته وما لا يمكن كتابته بشأن الدين. في النهاية رفض الناشر نشر الكتاب، وطبعت بعض النسخ عبر داري نشر.
نشرت محررة الفيلم جوليان دويل كتابًا بعنوان «حياة براين/يسوع»، ويروى الكتاب أجواء تصوير وعملية تعديل وإنتاج الفيلم، وكذلك يجادل بأن الفيلم هو أكثر الأفلام المبنية على قصص الإنجيل دقةً. في أكتوبر 2008، نشر كيم "هوارد" جونسون سيرة ذاتية بعنوان «عطلة مونتي بايثون التونسية: حياتي مع براين»، وقد تآلف جونسون مع طاقم العمل وتواجد خلال تصوير الفيلم.

### الموسيقى
بعد النجاح الذي حققه إريك آيدل في روايته الموسيقية لفيلم مونتي بايثون والكأس المقدسة والتي سُميت Spamalot، أعلن آيدل أنه سيقدم معالجة موسيقية لحياة براين. وهو ما قدمه على شكل أوبرالي (أوراتوريو) باسم هو ليس المسيح (إنه حقًا فتى سيء الطباع) Not the Messiah (He's a Very Naughty Boy)) في حفلة قدمت في مهرجان لوميناتو في تورنتو في يونيو 2007، وأخرجها وكتبها ووزع ألحانها آيدل وجون دو بريز. وكان عبارة عن محاكاة ساخرة لأوراتوريو المسيح التي ألفها هاندل في منتصف القرن الثامن عشر. كانت مدة العرض 50 دقيقة، وخلال العرض الافتتاحي العالمي قاد العزف مدير الموسيقى في أوركسترا تورنتو السيمفونية بيتر أوندجيان، وهو ابن عم آيدل. وعرض العمل للمرة الأولى في الولايات المتحدة في مهرجان كارامور الدولي للموسيقى في كاتونا بنيويورك.

### الوسائط الأخرى
في أكتوبر 2011، قدمت قناة بي بي سي فور العرض الأول للفيلم التلفزيوني الكوميدي السيرك الطائر المقدس من تأليف توني روش وإخراج أوين هاريس. يستكشف الفيلم الأحداث التي أحاطت بالمناظرة التليفزيونية عام 1979 في برنامج ليلة الجمعة، صباح السبت بين جون كليز ومايكل بالين ومالكولم موغيريدج وميرفين ستوكوود، أسقف ساوثوارك آنذاك.
في أحد الاسكتشات الكوميدية من مسلسل إنها ليست أخبار التاسعة (Not the Nine O'Clock News)، نرى أسقفًا (روان أتكينسون) وهو يعمل على إخراج فيلم فاضح بعنوان «حياة المسيح»، لكن فيلمه يتعرض إلى نقد لاذع وهجوم من أحد الممثلين لـ «كنيسة مجموعة البايثون»، والذي يخبره بأن الفيلم هو هجوم على «سيدنا، جون كليز» وبقية أعضاء المجموعة، والذين نراهم في الاسكتش يمثلون الإيمان السائد في بريطانيا. كان الاسكتش محاكاة ساخرة للمناظرة الشهيرة التي حدثت قبل أسبوع في برنامج ليلة الجمعة، صباح السبت.
استخدم المذيع الإذاعي جون ويليامز في قناة الراديو WGN في شيكاغو أغنية «انظر دومًا إلى الجانب المشرق للحياة» في جزء من عروضه ليوم الجمعة. يستخدم المقطع لتسليط الضوء على الأحداث الجيدة من الأسبوع الماضي في حياة المستمعين وما جعلهم يشعرون بالسعادة.
في فيلم أفضل ما يمكن حصوله عام 1997، غنّت الشخصية «الكارهة للبشر» التي لعبها جاك نيكلسون أغنية «انظر دائمًا إلى الجانب المشرق من الحياة» كدليل على تغيير الشخصية في موقفها.
مسلسل تاريخي لهيئة الإذاعة البريطانية «ما فعله الرومان لنا»، كتبه وقدمه آدم هارت ديفيس وبُث في عام 2000، يأخذ عنوانه من سؤال كليز البلاغي «ماذا فعل الرومان لنا؟» في أحد مشاهد الفيلم. (سخر كليز نفسه من هذا السطر في إعلان لهيئة الإذاعة البريطانية عام 1986 عندما كان يدافع عن رسوم ترخيص التلفزيون: «ما الذي قدمته لنا بي بي سي؟»).
أشار رئيس الوزراء البريطاني السابق توني بلير في 3 مايو 2006 باختصار عن المجموعات السياسية وشبهها بـ «جبهة الشعب اليهودي» أو «الجبهة الشعبية في يهودا»، التي كانت مادة للسخرية في الفيلم. جاء ذلك رداً على سؤال من النائب عن حزب العمال ديفيد كليلاند: «ماذا فعلت حكومة حزب العمل لنا؟» - وهو في حد ذاته محاكاة ساخرة لسؤال جون كليز في الفيلم «ماذا فعل الرومان لنا؟».
في يوم رأس السنة الجديدة 2007، ومرة أخرى في ليلة رأس السنة الجديدة، خصصت القناة الرابعة البريطانية أمسية كاملة عن مجموعة مونتي بايثون، والتي تم خلالها بث فيلم وثائقي مدته ساعة حول صناعة فيلم حياة براين والجدل الذي سببه على مر السنين. ظهرت مجموعة مونتي بايثون في الفيلم الوثائقي وعكست الأحداث التي أحاطت بالفيلم. تبع ذلك عرض للفيلم نفسه. كان الفيلم الوثائقي (في شكل موسع قليلاً) أحد الميزات الخاصة في إعادة إصدار دي في دي لعام 2007، وهو أيضًا إصدار مونتي بايثون الأول بصيغة بلو راي.
في الآونة الأخيرة، في يونيو 2014، استضافت كلية كينجز لندن مؤتمرًا أكاديميًا حول الفيلم، حيث ناقش علماء الكتاب المقدس والمؤرخون المشهورون عالميًا الفيلم وردود الفعل تجاهه، ونظروا في كيفية استفادة مجموعة مونتي بايثون من المنح الدراسية والنصوص وكيف يمكن استخدامها بشكل خلاق في الدراسات الحديثة عن يسوع التاريخي. في حلقة نقاش، بما في ذلك تيري جونز وعالم اللاهوت ريتشارد بوريدج، وصف جون كليز المؤتمر بأنه «الشيء الأكثر إثارة للاهتمام الذي يخرج من مونتي بايثون». استمرت الأوراق من المؤتمر في دفع نشر كتاب، حررته جوان إي تايلور، منظم المؤتمر، يسوع وبريان: استكشاف يسوع التاريخي وأوقاته عبر حياة لبريان، نشرته بلومزبري في عام 2015.

## وصلات خارجية
- حياة براين على موقع IMDb (الإنجليزية)
- حياة براين على موقع ميتاكريتيك (الإنجليزية)
- حياة براين على موقع روتن توميتوز (الإنجليزية)
- حياة براين على موقع نتفليكس (الإنجليزية)
- حياة براين على موقع ألو سيني (الفرنسية)
- حياة براين على موقع Turner Classic Movies (الإنجليزية)
- حياة براين على موقع أول موفي (الإنجليزية)
- حياة براين على موقع بوكس أوفيس موجو (الإنجليزية)
- حياة براين على موقع فيلمافينيتي (الإسبانية)
- حياة براين على موقع قاعدة بيانات الأفلام السويدية (السويدية)